# Ойстер-Бей-Коув (Нью-Йорк)
Ойстер-Бей-Коув (англ. Oyster Bay Cove) — селище (англ. village) в США, в окрузі Нассау штату Нью-Йорк. Населення — 2265 осіб (2020).

## Географія
Ойстер-Бей-Коув розташований за координатами 40°51′38″ пн. ш. 73°30′19″ зх. д. / 40.86056° пн. ш. 73.50528° зх. д. (40.860496, -73.505379).  За даними Бюро перепису населення США в 2010 році селище мало площу 11,02 км², з яких 10,84 км² — суходіл та 0,18 км² — водойми.

## Демографія
Згідно з переписом 2010 року, у селищі мешкало 2197 осіб у 708 домогосподарствах у складі 614 родин. Густота населення становила 199 осіб/км².  Було 758 помешкань (69/км²).
Расовий склад населення:
| - 88,8 % — білих - 8,5 % — азіатів - 1,6 % — чорних або афроамериканців |

До двох чи більше рас належало 0,8 %. Частка іспаномовних становила 2,2 % від усіх жителів.
За віковим діапазоном населення розподілялося таким чином: 28,5 % — особи молодші 18 років, 57,4 % — особи у віці 18—64 років, 14,1 % — особи у віці 65 років та старші. Медіана віку мешканця становила 45,1 року. На 100 осіб жіночої статі у селищі припадало 94,6 чоловіків;  на 100 жінок у віці від 18 років та старших — 96,5 чоловіків також старших 18 років.
Середній дохід на одне домашнє господарство  становив 308 861 долар США (медіана — 210 288), а середній дохід на одну сім'ю — 332 673 долари (медіана — 219 583). Медіана доходів становила 161 250 доларів для чоловіків та 60 938 доларів для жінок. За межею бідності перебувало 0,5 % осіб, у тому числі 0,0 % дітей у віці до 18 років та 2,9 % осіб у віці 65 років та старших.
Цивільне працевлаштоване населення становило 1086 осіб. Основні галузі зайнятості: освіта, охорона здоров'я та соціальна допомога — 25,9 %, науковці, спеціалісти, менеджери — 17,9 %, фінанси, страхування та нерухомість — 15,8 %.